# Cystoderma chocoanum
Cystoderma chocoanum är en svampart som beskrevs av Franco-Mol. 1993. Cystoderma chocoanum ingår i släktet Cystoderma och familjen Agaricaceae.   Inga underarter finns listade i Catalogue of Life.